# Tarján Kupa
A Tarján Kupa a Salgótarjáni Hegyikerékpáros Egyesület által szervezett, országúti amatőr kerékpáros verseny. A verseny korábban az államalapítási ünnepségsorozat része volt – a versenytávot ekkor megközelítőleg 50 kilométer jelentette (Salgótarján Tóstrand – Mátraszele – Nádújfalu – Nemti – 21 számú főút – Salgótarján Tóstrand), majd az SHKE vette át a rendezést, jóval szervezettebb formában, 2006-ban. 2007-ben a rajt-cél területet a városközpontba helyezték át, ezzel egyetemben a versenykör is változott (Salgótarján, Mátraszele, Kazár, Salgótarján).

## A verseny eddigi győztesei
- 2006 – Szőke Gábor, Saxum KSC és Nagy Péterné, Salgótarjáni HKE
- 2007 – Specziár Viktor, Velo.hu és Nagy Enikő, Velo.hu
- 2008 – Kiss Gergely, Atlantis Casino és Nagy Péterné, Salgótarjáni HKE
- 2009 – Vígh Zoltán, Atlantis Casino és Nagy Péterné, Salgótarjáni HKE
- 2010 – Berkesi András, Merida HCT és Nagy Enikő, Karbona

## Külső hivatkozások
- http://www.mozgasvilag.hu/kerekpar/esemenynaptar/vi-tarjan-kupa Archiválva 2016. március 5-i dátummal a Wayback Machine-ben
- http://salgotarjanihke.hu/